# Muhammad ibn al-Qasim
Muhammad ben Al-Qasim Al-Thaqafi (681 ou 695-717) (arabe : محمد بن القاسم الثقفي), est un commandant arabe qui conquit le Sind en 711 (à l'âge de dix-sept ou vingt ans), sous les ordres de Al-Hajjaj ben Yusef, pendant le règne du calife Al-Walid ben Abd al-Malik. Il devint gouverneur du Sind (l'actuel Pakistan).
Il fut convoqué à Damas, puis exécuté en prison pour des raisons de conflit politique entre El-Hadjaj Al-thaqafi et le nouveau calife.

## Biographie
Muhammad Ibn al-Qasim Al-Thaqafi est né en 691 à Taïf dans la province de Hedjaz. Son grand-père Muhammad Ibn al-Ḥakam était parmi les notables de la tribu Thaqif(en). En 695, Youssef Ibn Al-Hajjaj al-Thaqafi a été nommé Wali de l'Irak. Il a nommé son oncle al-Qasim Al-Thaqafi Gouverneur de la province Bassorah. C'est ainsi que le fils de celui-ci, Muhammad Ibn al-Qasim, a grandi dans une famille qui possède le pouvoir et la richesse. Dès son enfance, il a appris le maniement des armes et les tactiques de la guerre.

À ses dix-sept ans, il a commandé une expédition dans le pays des Sind. Il a remporté la victoire à la bataille de Raor/Rewar, le ,20 juin 712 où le roi du Sindh Radja Dâhir est tué. Le Sindh est conquis en 712 mais l'expansion arabe s'arrête devant le désert du Thar.